# Ganggräber in Schweden

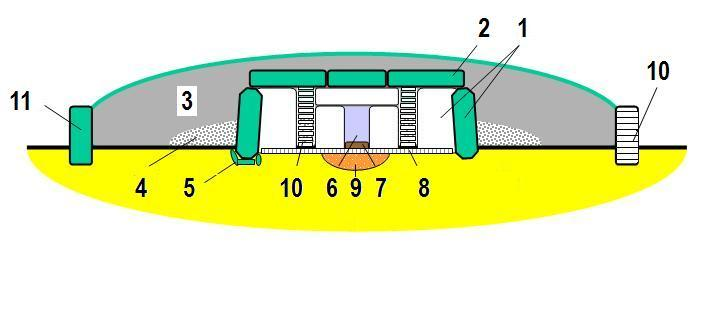
Ganggrab (Querschnitt) 1=Trag-, 2= Deckstein, 3=Erdhügel, 4=Dichtung, 5=Verkeilsteine, 6=Zugang, 7= Schwellenstein. 8=Bodenplatten, 9=Unterbodendepot, 10=Zwischenmauerwerk 11=Randsteine

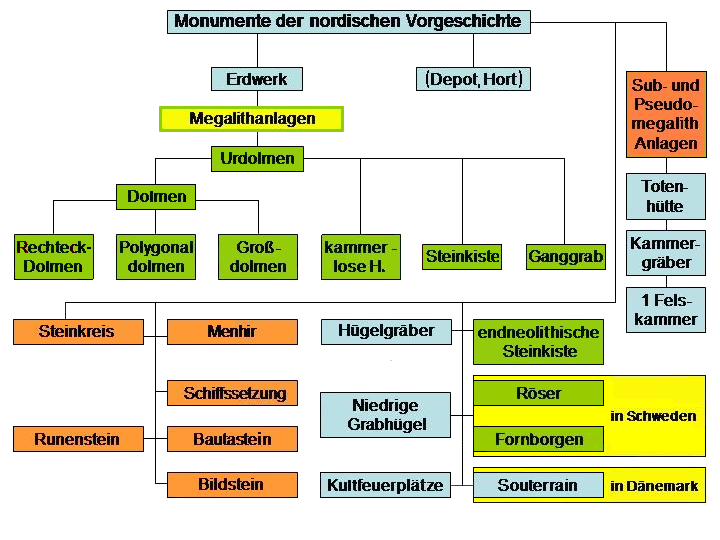
Nordische Megalitharchitektur

Die Ganggräber in Schweden (schwedisch Gånggrifter) entstanden zwischen 3500 und 2800 v. Chr. als Anlagen der Trichterbecherkultur (TBK). Es gibt sie insbesondere in den Provinzen (schwedisch landskap) Bohuslän, Halland, Schonen und Västergötland. Das Ganggrab ist eine Bauform jungsteinzeitlicher Megalithanlagen, die aus einer Kammer und einem baulich abgesetzten, lateralen Gang besteht. Diese Form ist primär in Dänemark, Deutschland und Skandinavien, sowie vereinzelt in Frankreich und den Niederlanden zu finden.

Dichte archäologischer Fundplätze in Schweden

Die Verbreitung dieses Typs von Megalithanlagen aus dem Neolithikum betreffend, ist das Land mit seinen aufgrund nationaler Einteilung ausgewiesenen 380 Anlagen (ausgenommen der etwa 75 Dolmen, der über 2000 Steinkisten und der Rösen) ein Randgebiet der nordischen Megalitharchitektur. Neolithische Monumente sind Ausdruck der Kultur und Ideologie neolithischer Gesellschaften. Ihre Entstehung und Funktion gelten als Kennzeichen der sozialen Entwicklung.

## Nomenklatur
Um den Bestand an Ganganlagen, an die in Dänemark, Deutschland, Polen und den Niederlanden gebräuchliche Nomenklatur anzupassen, wären nach einheitlichen Prinzipien durchgeführte Definitionen vonnöten. Beim Symposium zur Großsteingräberforschung auf Moesgård in Dänemark wurde es bereits 1969 als wichtige Aufgabe angesehen, die Terminologien auf einer objektivierten Grundlage zu koordinieren. Dies würde die Anzahl der Ganggräber in Schweden zugunsten der Dolmen senken.

## Schwedische Nomenklatur
- 230 in Västergötland
- 45 in Schonen,
- 30 Bohuslän
- sechs in Halland

Diese Anlagen unterteilen sich in:
1. A. runde Kammer mit Gang
2. B. polygonale Kammer mit Gang
3. C. unregelmäßig rechteckige Kammer mit Gang

(C. mit Gängen in Verlängerung der Kammer).
1. D. ovale Kammer mit Gang
2. E. rechteckige Kammer mit Gang.

Unter den Anlagen des Typs A—C, die außerhalb Schwedens in die Gruppe der Dolmen eingeteilt werden, ist der Unterschied nur gering. In der Regel sind es kleine Anlagen. Die Abweichungen verweisen primär auf die Art des Materials, wechselnde Konzeptionen beim Bau, sowie den Erhaltungsgrad. Sie sind nur in Bohuslän, Halland und Schonen verbreitet.

## Ganganlagen nach multinationaler Nomenklatur
Was die Ganganlagen (D + E) anbetrifft, so gibt es, wie im übrigen nordischen Verbreitungsgebiet rechteckige, rhombische, ovale (Megalithanlagen von Hagestad) und hybride Kammern.
- Ovale Kammern (D) haben z. B. die Ganganlagen bei Berg, Glumslövs backar und Örenäs, Gemeinde Glumslöv, Lackalänga Nr. 10, Gemeinde Lackalänga und Särslöv Nr. 4, Gemeinde Södervidinge.
- Rechteckige Kammern (E) haben z. B. die Ganganlagen Gillhög, Gemeinde Barsebäck und Gröstorp Nr. 7, Gemeinde Gladsaxa, Hög Nr. 7, Gemeinde Hög, Rössberga Gemeinde Valtorp und Annehill, Gemeinde Kävlinge.
- Die Kammer von Carlshögen mit geraden Giebel- und gebauchten Längsseiten ist eine nicht ungewöhnliche Hybridform. Oft ist zumindest eine der Längsseiten ausgebaucht. In Schonen betrifft dies die Anlagen bei Norrgärda, Gemeinde Hammenhög und Tågarp Nr. 5, Gemeinde Ö. Tommarp.

Ganggräber
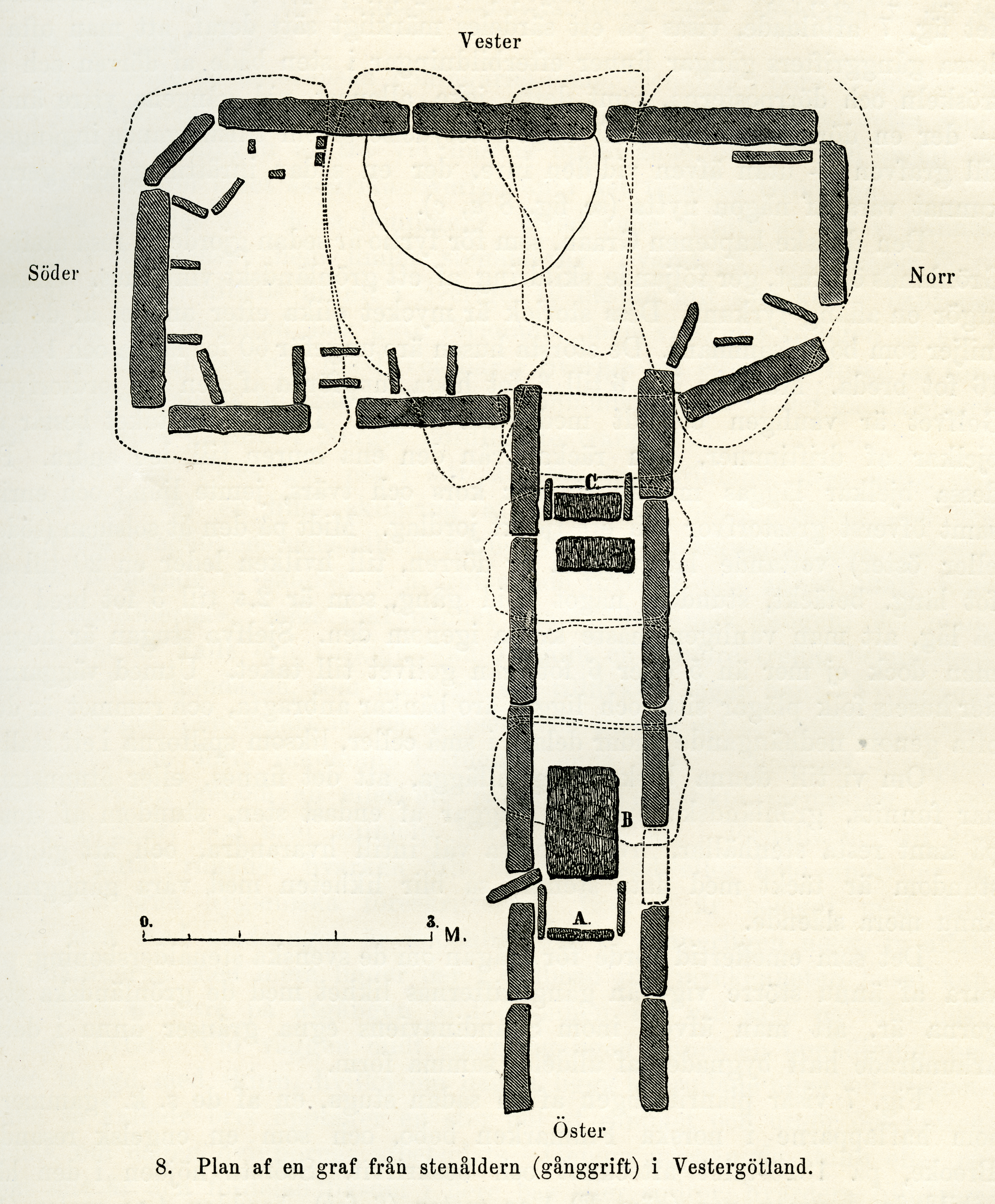
Klövagården, Gemeinde Karleby – Grundriss eines Ganggrabes
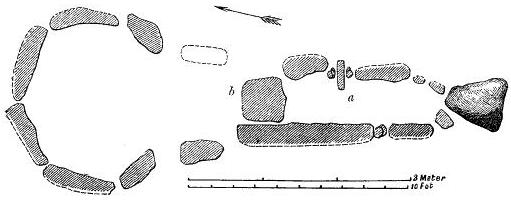
Skår in Stenkyrka nach der dänisch-deutschen Terminologie z. B. kein Ganggrab
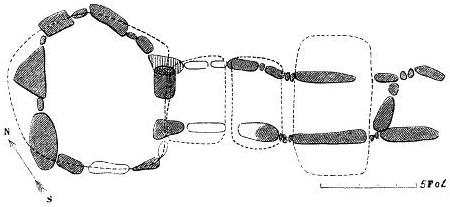
Tyfta in Svenneby wäre nach der dänisch-deutschen Terminologie z. B. ein Ganggrab
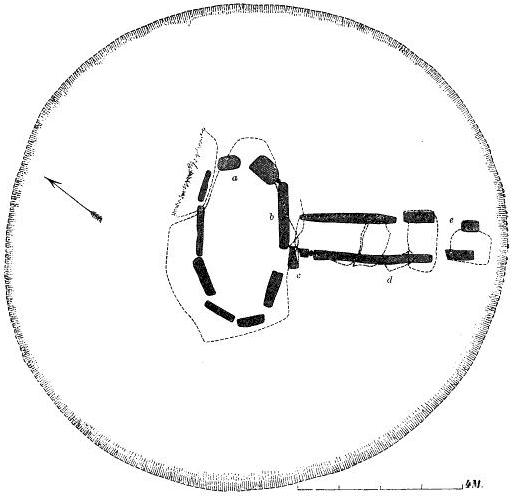
Ganggrab von Töntorp in Brastad

Wenn man von den kleinen Kammern Gladsax 2, und 18 und anderen Ausnahmen absieht, schwankt die innere Länge der Kammern in Schonen zwischen 3,0 und 6,5 m. Die Anlagen Gillhög und Storegården, in der Gemeinde Barsebäck, sind die größten.

## Schonen
Im Jahre 2006 wurde auf dem Skälshög bei Odarslöv, nördlich von Lund, ein ausgegangenes Ganggrab entdeckt.
- Zu Gruppe A gehören: Åsahögen von Kvistofta und Ingelstorp Nr. 25, Gemeinde Ingelstorp. Sie lassen sich neben weiteren fünf kreisrunden Kammern auch als Polygonaldolmen ansprechen.
- Zu Gruppe B gehören: Gladsax Nr. 18, Gemeinde Gladsax. Es ist eine kleine Kammer von nur 1,8 × 2 m mit einem einzigen mächtigen Deckstein (von ungefähr jenen Dimensionen wie sie der Dolmen bei Hofterup Nr. 6, Gemeinde Hofterup aufweist). Diese Anlagen wurden aber aufgrund der langen Gänge (hier etwa 3,85 m) in Schweden als eine Zwischenform zwischen Polygonaldolmen und Ganganlage betrachtet.
- Zu Gruppe C gehört: Die als Muster dieser Form ausgewählte Stora Kungsdösen (dt. Großer Königsdolmen), in der Gemeinde Östra Torp ist eines von lediglich drei Doppelganggräbern (schwed. Dubbelgånggrifter) in Schweden.
- Lediglich die Formen (D + E), (Storegården) deren Gang (ungefähr) von der Mitte der Längsseite der Kammer ausgeht, werden auch außerhalb Schwedens als Ganganlagen aufgefasst.

Die fünf Varianten verteilen sich über Schonen. Die Anlagen kommen auch ansonsten vornehmlich in den Küstengegenden vor, wo sie in Gruppen liegen. Eine Besonderheit Schonens besteht, parallel zu Mecklenburg, in der hohen Zahl von Quartieren (in Schweden Sektionen genannt) innerhalb der Ganggräber.
In Schonen finden sich die drei einzigen Doppelganggräber Schwedens Snarringe, Stenhögen (oder Kävlinge 1:1) und Stora Kungsdösen.

## Västergötland

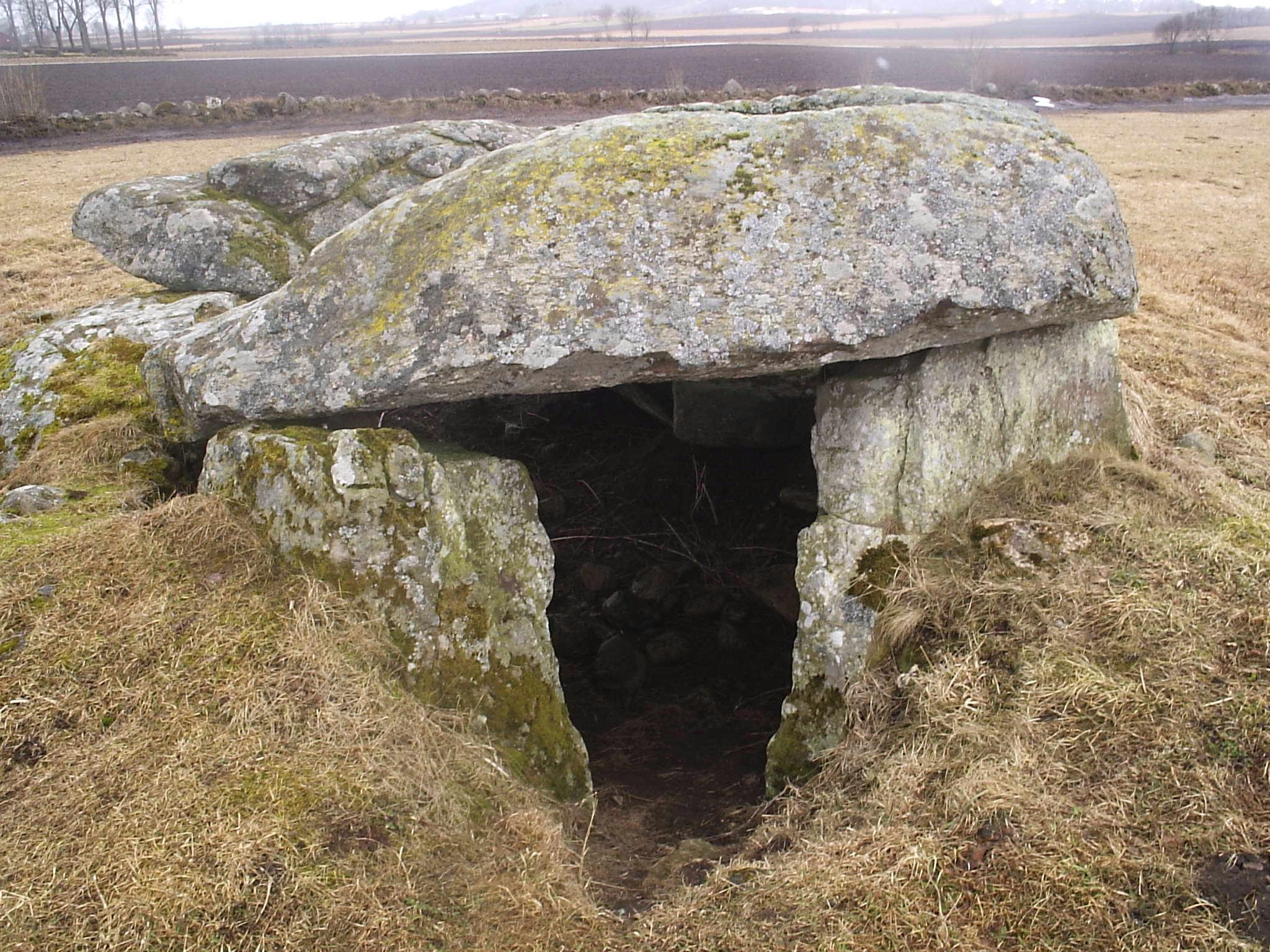
Karleby 57 oder Klövagården

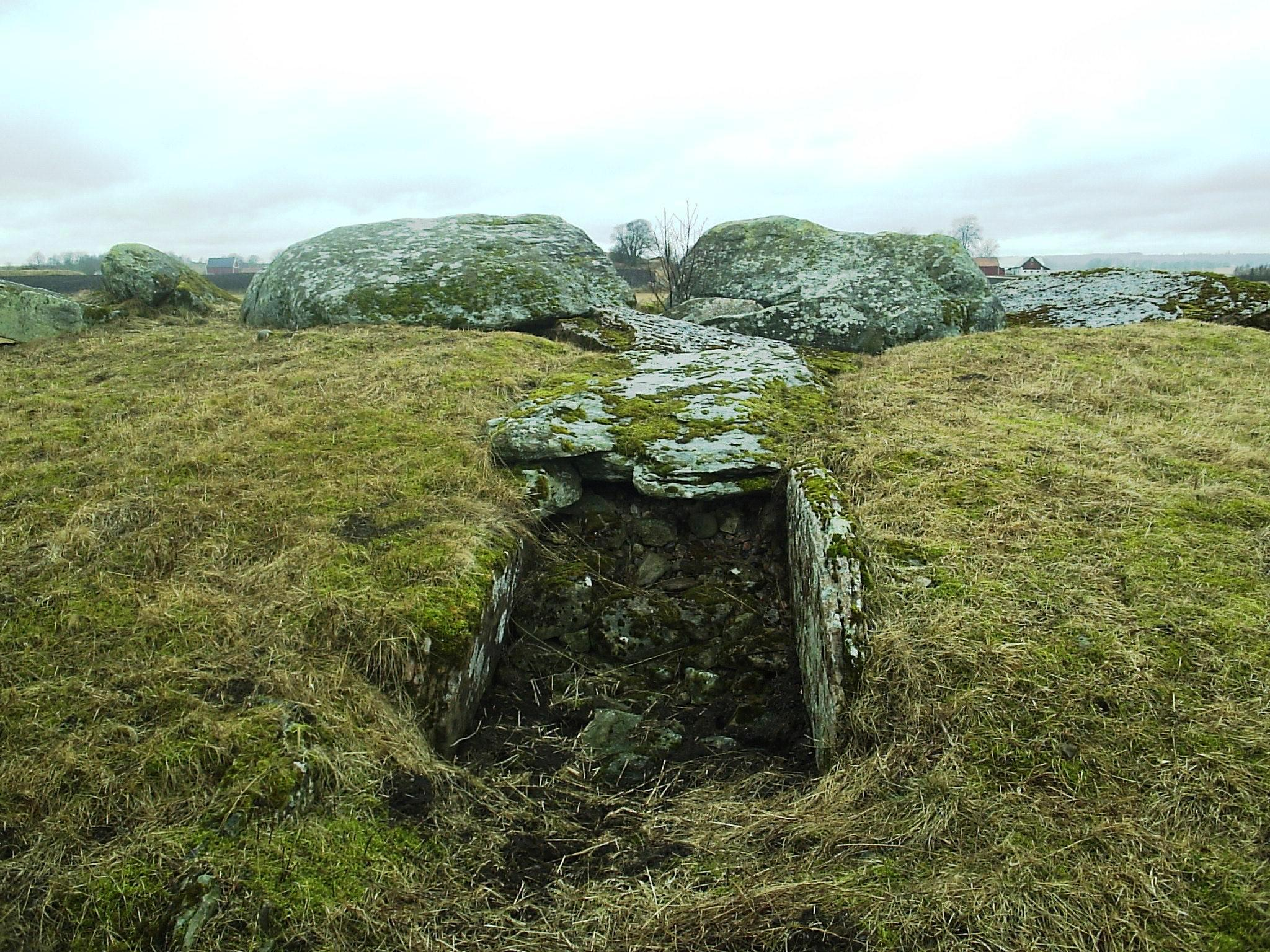
Karleby 59

Die Anzahl in den übrigen Landesteilen mit Megalithanlagen ist gemessen an den 230 Anlagen Västergötlands auffallend gering. Västergötlands Anlagen verteilen sich nicht über die Provinz, sondern konzentrieren sich auf ein nur etwa 40 × 25 km großes Gebiet, dem Falbygden zwischen Vänern und Vättern (z. B. Kyrkerör im Ort und Firse Sten, Kung Björns Grav, Luttra 1 und 2 und Vårkumla 1 und 2) rund um Falköping. Die västergötländische Gruppe wurde früher als ein später Ausläufer der Megalithkultur betrachtet. Aber vor allem die Ergebnisse der Untersuchung von Rössberga, Gemeinde Valtorp gaben Hinweis auf ein vergleichbares Alter wie das der übrigen Anlagen im Gebiet der Trichterbecherkultur. Ihre Verknüpfung mit Bohuslän, die früher betont wurde, ist nicht haltbar, da es in Västergötland Funde gibt, die Beziehungen zu Schonen und Dänemark aufweisen. Västergötlands Anlagen (Gräberfeld Ekornavallen) haben in der Mehrzahl rechteckige Kammern, die oft erheblich länger sind als im übrigen Land. Sie erreichen Längen bis zu 16,0 m und sind damit größer als die dänischen Anlagen. Ihre Breite beträgt genau wie im übrigen Land in der Regel 2,0 bis 3,0 m. Bei Karleby liegt das größte Ganggrab Skandinaviens, (Ravarehögen) oder Ragnvalds Grab hat eine Kammerlänge von 16,0 m und eine Ganglänge von 11,0 Metern. Interessant ist in Karleby, dass hier 13 Ganggräber parallel nebeneinander errichtet wurden.

## Bohuslän
Die etwa 30 Ganggräber Bohusläns haben abgesehen davon, das rechteckige Formen in Bohuslän selten vorkommen dieselben Formen wie die schonischen (Ganggrab von Tyfta). Eine Eigenheit der Provinz sind polygonale (Gullhögen) und rhombische (Lunden)Kammern, die in Schonen fehlen. Sie sind auf den Inseln Orust und Tjörn stark verbreitet.
Die Ganggräber Bohusläns sind in der Regel aus Findlingen und nicht aus gespaltenen Blöcken gebaut, wie die dortigen Dolmen. Der Form nach lassen sich vier Kammergrundrisse unterscheiden:
- Typ 1 ist polygonal
- Typ 2 ist rhombisch
- Typ 3 ist oval (die Längsseiten der quer zum Gang liegenden Kammer buchten schwach aus, die Schmalseiten sind abgerundet)
- Typ 4 ist exakt rechteckig

Die Kammern des Typs 1 und 2 sind mit 2,0–2,5 m verhältnismäßig klein. In der Regel sind sie mit einem einzigen Deckstein
bedeckt. Im Verhältnis zur Kammer ist Gang oft lang (2–6 m) und schmal (0,50 m). Meist war auch er mit Decksteinen, ausnahmsweise auch mit einem Holzdach bedeckt. Letzteres ergab die Untersuchung des unberührten und unsichtbar im Hügel liegenden Ganggrabes „Gullhögen“ auf Tjörn, dessen Gang decksteinlos war. Ähnliche Beispiele gibt es aus Dänemark; vermutlich auch in Mecklenburg.
Bei einigen Ganggräbern der Gruppe ist die Form des Kammerzugangs von Interesse. Gewöhnlich ist er rechteckig und meist so breit wie das Gangende. Daneben treten in Bohuslän dreieckige Öffnungen Typ auf, wie sie bei den hiesigen Dolmen vorkommen. Die Zugangsteine wurden zweckentsprechend ausgewählt oder zugeschlagen. In Schweden kommen dreieckige Eingänge nur in Bohuslän vor, daher muss zwischen den Dolmen und Ganggräbern formal wie zeitlich ein Zusammenhang bestehen.
Die Ganggräber des dritten Typs mit ovaler Kammer sind gewöhnlich größer als die der Typen 1 und 2. Die Kammerlänge schwankt zwischen 2,5 und 6,0 m, die Breite zwischen 1,5 und 2,5 m. An die nur ausnahmsweise mit einem einzigen Deckstein verschlossenen Kammern schließt der Gang rechtwinkelig an, so dass das Ganggrab einen T-förmigen Grundriss erhält. Gelegentlich setzt der Gang außermittig an, oder schief, wie beim Typ 2.
Der vierte Typ schließt sich, wenn man vom rechteckigen Kammergrundriß absieht, in allen Einzelheiten dem Typ 3 an.
Bei allen Typen weist der Gang nach Südosten, selten nach Westen, niemals jedoch nach Nordosten, wie er ausnahmsweise in Dänemark vorkommt. Alle Ganggräber liegen in mehr oder minder runden, hohen Hügeln, so dass nur die Oberseiten der Decksteine sichtbar sind.
Die Hügel bergen in der Regel nur ein Ganggrab.
Im Gegensatz zu Dänemark gibt es in Bohuslän kein Anlagen in Hünenbetten. Die Ganggrabhügel sind stets größer und höher als die Dolmenhügel und besitzen gewöhnlich eine runde, nicht sehr hohe Randsteinsetzung aus dicht nebeneinander liegenden Feldsteinen. Wie in Schonen treffen sie in bogenförmiger oder gerader Linie auf den Gang, wobei die Steine in Richtung Gang an Größe zunehmen und eine Exedra bilden können. Dieses Merkmal ist, wie es aus der älteren Literatur hervorzugehen scheint", kennzeichnend für nordische Ganggräber.
Die Verbreitung der Megalithgräber in Bohuslän lässt ein gewisses gruppenweises, jedoch nach Dolmen und Ganggräbern getrenntes Auftreten erkennen. Ob dies durch einen chronologischen oder andere Unterschiede bedingt ist, kann anhand der Anlagen nicht entschieden werden. Die Dolmen haben keine frühneolithischen Funde geliefert.

## Halland
In Halland gibt es nur 6 Ganggräber, davon drei im nördlichen und drei im südlichen Teil der Provinz. Die Form der Kammer ist außer in Tolarp, Gemeinde Snöstorp, wo die Giebel Winkel bilden, rechteckig. Das Fundmaterial dürfte man mit Rücksicht auf die frühe Keramik aus der beschädigten Ganganlage in Vessinge, Gemeinde Veinge, demselben Zeitpunkt zuordnen können wie in Schonen.